# ゴジてれシャトル
『ゴジてれシャトル』は、1994年10月3日から2008年3月27日まで福島中央テレビで放送されていた平日夕方ワイド番組である。

## 概要
これまで福島中央テレビの夕方帯では、17時台には子供向けアニメ番組などを放送し、18時台はローカルニュース番組『プラス1ふくしま』を放送していたが、これを改め、全国ニュース（2006年3月までは『NNNニュースプラス1』、同年4月以降は『NNN Newsリアルタイム』）を内包した福島県内のテレビ局初の2時間の夕方ワイド番組として1994年10月3日にスタートした。
番組開始当初は、タイトル通り、夕方5時（17時）から始まったが、徐々に放送時間を早め、最終的には16時50分からとなった。
開始当初から2006年5月4日までは、番組の全般をメインMCが進行し、県内のニュースはニュース担当のアナウンサーが務めた。同年5月8日のリニューアルより、スタジオセットがHD化 し、17時台は生活情報メイン、18時台は県内のニュースに特化した内容に変更。
2008年3月31日より13年半続いた『ゴジてれシャトル』に代わり、放送枠を1時間拡大し『ゴジてれ Chu !』がスタート。2006年5月8日にリニューアルした終了時のスタジオセットも、手直しを施した上で2014年12月22日まで使用されていたほか、料理コーナー、駅前からの中継、他地域のNNS系列局とのコーナーなど大半は現在も『Chu!』に引き継がれて放送している。
また『ゴジてれ Chu !』開始に伴い、それまで生活情報パートを放送してきた17時台に『Newsリアルタイム』（2010年4月より『news every.』）がネットされることとなり、福島県内の放送局の17時台で夕方ワイド番組を構える番組は、7年間『ふくしまスーパーJチャンネル』（福島放送）のみとなったが、2015年3月30日以降は、福島テレビも『FTV みんなのニュース』の開始により、2008年3月以来再び17時台後半のローカルパートを復活させている。
初期の番組の同録は初回など一部放送回・番宣CMを除いて現存していない（『ゴジてれシャトル』『金曜スタイル』の最終回や開局50周年の際に制作した局名告知を兼ねたスポットで使用）。

## 放送時間
- 月 - 金曜 17:00 - 19:00（1994年10月3日 - 1995年3月31日）
- 月 - 金曜 16:57 - 19:00（1995年4月3日 - 1997年3月28日）
- 月 - 金曜 16:55 - 19:00（1997年3月31日 - 2004年10月8日）
- 月 - 木曜 16:55 - 19:00（2004年10月11日 - 2006年3月30日）
- 月 - 木曜 16:50 - 19:00（2006年4月3日 - 2008年3月27日）

## コーナー

### 番組終了時のコーナー
- 月曜日 - 金曜日
  - 今日イチ（17時台の『Newsリアルタイム』を17時10分ごろまでネット）
  - ゴジてれ特集
  - 楽々ちゅーぼーゴジてれしぴ - 料理コーナー（当初は木曜も放送していたが、2007年10月から月・火・水曜のみに）
  - 天気のツボ（18時台のみ冠が付く）
  - ニュース
- 月曜日
  - スポッチャー
  - こだわりマックス!（月2回の放送）
  - 週刊旬中（月2回の放送）
- 水曜日
  - 極選「究極グルメ」
  - 三浦ディクショナリー→功将 KOSHO SHOW
- 木曜日
  - みやぎ・ふくしま バンデスシャトル（ミヤギテレビ発の回線で放送、SD放送）
  - 木曜中継 駅弁ちゅ〜!

### 過去のコーナー
- 90市町村対抗 平成国盗り合戦（番組初期のコーナー）
- 行くぞ!90市町村どこだべ旅情（1999年 - 2001年）→行くぞ!90市町村わらしべ放浪記（2001年 - 2003年）→続・行くぞ!90市町村+αお宝道中!![5]（2003年 - 2005年）
- 情報キャッチクリーンヒット
- アベちゃんにおまかせ（タイトル通り、安部真由美が県内の様々なスーパーから中継を行い、生で値切る）
- 愛燦々と（様々な町の店の主人の半生などを紹介）
- 届けます〜ユアソング（元・阿呆鳥の菊池章夫が投稿者の家族や店の触れ合いや人生を題材に歌を作っていった。同時期菊池が司会を務めていた土曜版ではエンディングにその曲が菊池によって生演奏されていた）
- 支社便り
- おいしいもん簡単クッキング→スタジオ簡単クッキング
- 火曜中継 街角Q（各団体による告知のほかに、中継担当の司会者によるスタジオのMCや告知代表へのクイズの出題が行われた）
- おしらべ隊
- 産地直送!おとりよせ紀行
- 花春の天気予報（18時台の天気予報、『プラス1ふくしま』から継承）
- ゴジてれスポーツ（18時台のスポーツコーナー、月 - 金曜）
- 早出しシャトルニュース（月 - 金曜）
- ゴジてれEYE（月 - 金曜）
- おまかせハイパー値切りジョーンズ（月曜）
- サッカーばっか!（月曜）
- 火曜中継 ライブちゅ〜（火曜）
- チャレンジ61（水曜）
- おまかせ中継（水曜）
- 水曜中継 週刊旬中（水曜）

## 歴代出演者

### MC
| 期間          | 期間          | MC         | MC       | MC       | ニュース | ニュース     | 天気       | コメンテーター |
| 期間          | 期間          | メイン     | サブ     | サブ     | ニュース | ニュース     | 天気       | コメンテーター |
| ------------- | ------------- | ---------- | -------- | -------- | -------- | ------------ | ---------- | -------------- |
| 1994年10月3日 | 1995年3月31日 | 奥秋和夫   | 片岡晴子 | 徳光雅英 | [ 7 ]    | [ 7 ]        | 安部真由美 | 坂本弘         |
| 1995年4月3日  | 1995年9月29日 | 奥秋和夫   | 中川久美 | 中川久美 | [ 7 ]    | [ 7 ]        | （不在）   | （不在）       |
| 1995年10月2日 | 2006年5月4日  | 菅佐原隆幸 | 中川久美 | 中川久美 | [ 7 ]    | [ 7 ]        | （不在）   | （不在）       |
| 期間          | 期間          | 17時台     | 17時台   | 17時台   | 18時台   | 18時台       | 天気のツボ | 天気のツボ     |
| 期間          | 期間          | メイン     | サブ     | サブ     | メイン   | サブ         | 天気のツボ | 天気のツボ     |
| 2006年5月8日  | 2008年3月29日 | 菅佐原隆幸 | 中山由佳 | 中山由佳 | 中川久美 | [ 7 ] [ 12 ] | 大野修     | 大野修         |

### 楽々ちゅーぼーゴジてれしぴ
- 月曜日 - 関口哲郎
- 火曜日 - 佐藤文男
- 水曜日 - 橋本ヨシイ
- 木曜日 - 三瓶ミヤ子
- 金曜日 - 藤井澄子

### 中継
- 桂竹丸 - 主に駅前中継を初期に担当
- 菅佐原隆幸 - 桂竹丸とともに担当。
- 飯田久美子 - どこでもライブ
- 鈴木美伸 - こだわりマックス
- 馬場由美子 - 週刊旬中

### コーナー担当
- 須賀宣之 - チャレンジ61
- 徳光雅英 - スポッチャー、サッカーばっか!
- 三富健也
- 三浦功将 - こだわりマックス、三浦ディクショナリー→功将 KOSHO SHOW

## 関連番組
- NNNニュースプラス1（ - 2006年3月31日）→NNN Newsリアルタイム（2006年4月3日 - ）
- ゴジてれ金曜スタイル（金曜日のみ放送）
- ゴジてれ土曜版（土曜日のみ放送）

| 福島中央テレビ（NNN） 平日の情報番組・FCTニュース | 福島中央テレビ（NNN） 平日の情報番組・FCTニュース | 福島中央テレビ（NNN） 平日の情報番組・FCTニュース                                                           |
| 前番組                                            | 番組名                                            | 次番組 |
| ------------------------------------------------- | ------------------------------------------------- | --- |
| NNNニュースプラス1ふくしま                        | ゴジてれシャトル                                  | ゴジてれ金曜スタイル （金曜、2004年10月15日 - 2008年3月28日）ゴジてれ Chu ! （月 - 金曜、2008年3月31日 - ） |